# Tempête hivernale européenne

Animation des images satellitaires sur 24 heures lors de la tempête Xynthia traversant la France.

Les tempêtes hivernales européennes sont des cyclones extratropicaux puissants qui affectent le continent européen donnant des vents violents et des précipitations intenses. Elles se forment surtout à la fin de l'automne et en hiver alors que le contraste de température entre la mer et l'air est le plus marqué. La moyenne saisonnière d’événement extrême de vent est de 4,6 tempêtes durant cette période.
Les dépressions qui se forment ou traversent l'Atlantique Nord sont relativement communes en toutes saisons mais en hiver elles vont souvent être plus intenses. Certaines proviennent de la côte nord-américaine, tels les tempêtes du Cap Hatteras, affectant d'abord les Îles Britanniques puis le reste du continent. D'autres se forment dans la Méditerranée où près de l'Islande. Les forts vents inhérents aux fortes tempêtes provoquent des dommages importants et des accumulations de neige ou de pluie. En moyenne, les pertes économiques par le vent se montèrent à environ 2 milliards d'euros par an et les pertes matérielles à 1,4 milliard d'euros durant la période de 1990 à 1998.

## Cyclogénèse

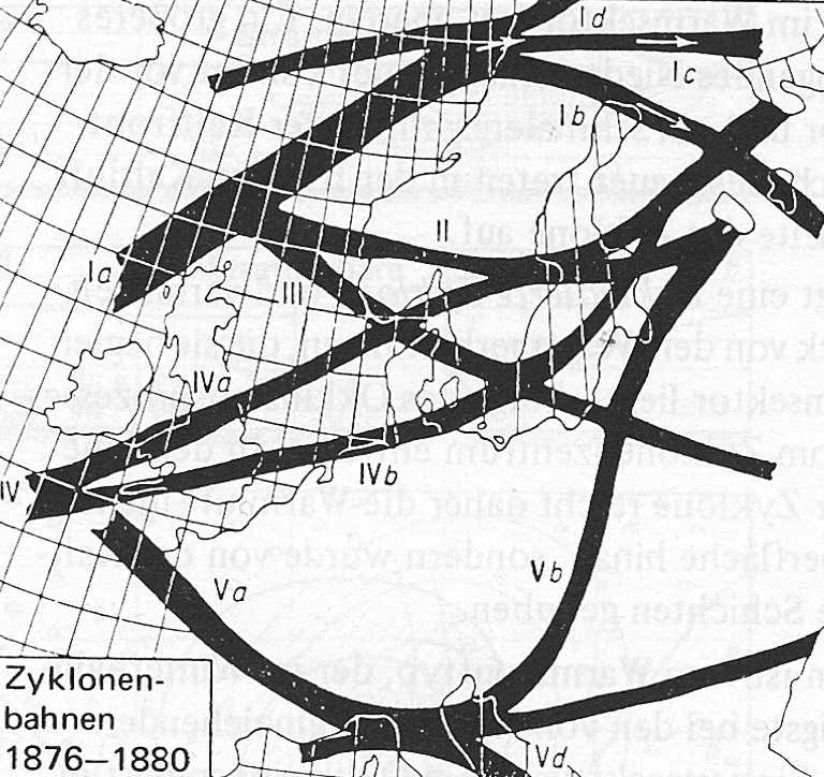
Carte des trajectoires principales des dépressions en Europe établie par Van Bebber.

Les vents d'ouest dominants créent le climat de base dans une grande partie de l'Europe en y poussant les systèmes météorologiques nés sur l'océan Atlantique ou la mer Méditerranée. Le développement des cyclones extratropicaux intenses a lieu le long de fronts météorologiques marqués où on retrouve un cisaillement vertical important des vents créant en altitude le courant-jet autour duquel on retrouve des zones de subsidence et d'ascendance de l'air qui creusent la dépression de surface. Plus la divergence dans les hautes couches est importante, plus le cyclone se renforce.
La trajectoire générales des tempêtes en Europe fut examiné à la fin du XXe siècle par l'Allemand Wilhelm Jacob van Bebber qui produisit la carte de doite pour améliorer les prévisions météorologiques. Il a numéroté ces parcours à l'aide de chiffres romains de {\displaystyle Ia} à {\displaystyle VIb}, qui sont encore parfois utilisés aujourd'hui. L'itinéraire {\displaystyle Vb} est particulièrement connu en raison des catastrophes météorologiques qui lui sont associées, notamment des inondations massives du Danube et de l'Oder (voir dépression du golfe de Gênes).

### Vents violents

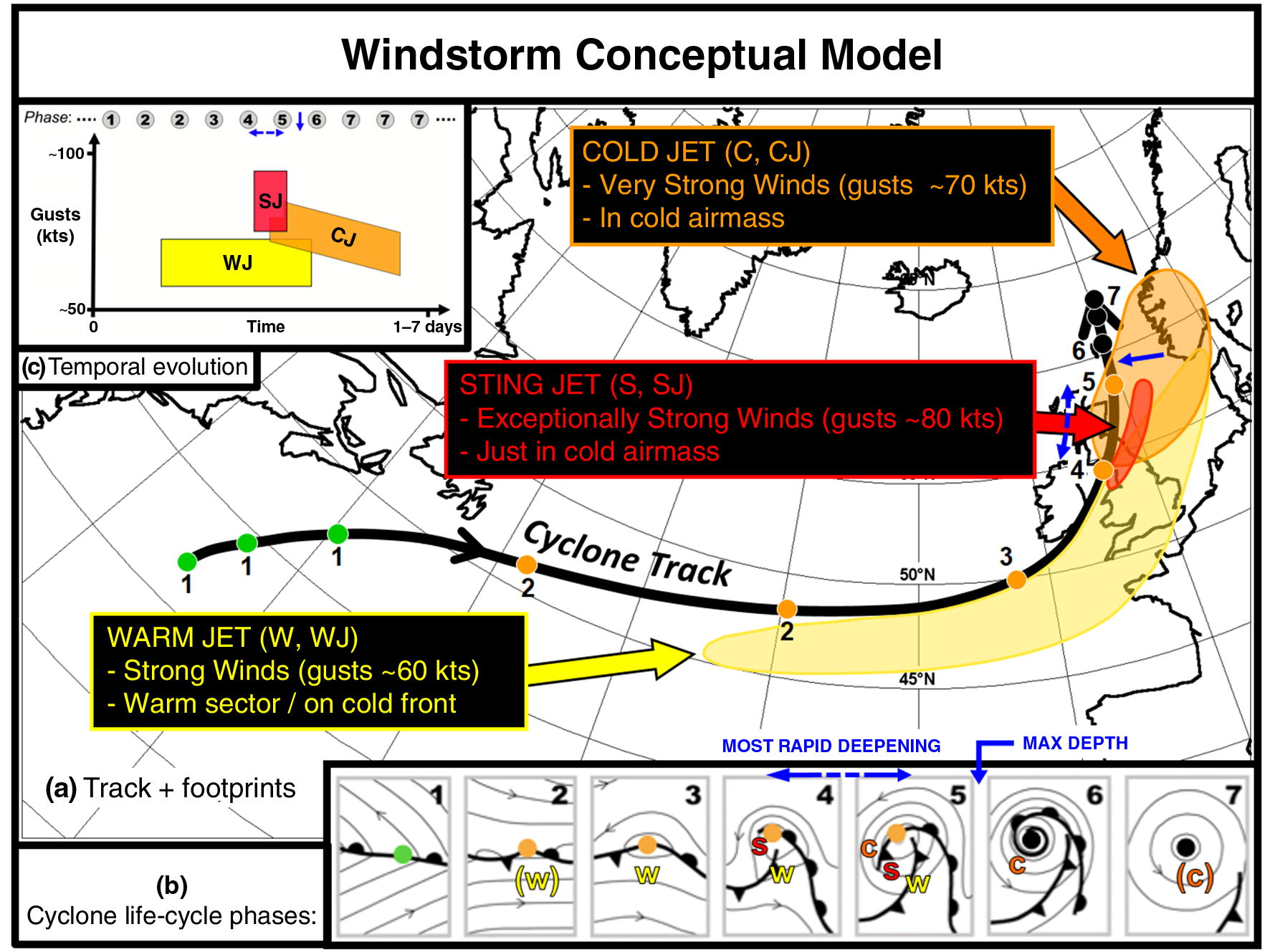
Modèle conceptuel des tempêtes européennes.

L'image de droite montre le modèle conceptuel de la relation entre la trajectoire (ligne noire) des tempêtes et le corridor des vents les plus intenses (zones colorées). Les points verts montrent l'endroit où les vents s'intensifient près d'un front stationnaire lorsque le système commence à se former. Lors de l'intensification, il est ensuite deux zones de vents très forts qui se développent à différentes phases de développement du cyclone dans les vignettes du bas numérotées 2 à 5 : 
- D'abord la zone orange qui est associé avec le fort gradient de pression devant le cyclone et qui est associé avec la ceinture d'écoulement froid.
- Ensuite, dans le secteur chaud se développe la ceinture d'écoulement chaude qui donne des vents forts à la rencontre du front froid et du front chaud (représenté en jaune).

Finalement, la zone rouge représente le courant-jet d'occlusion qui est une descente vers le sol de vents très forts de plus haut niveau quand la dépression est passée le stade de la maturité.

### Précipitations
Pour ce qui est des précipitations, elles se formeront dans les zones de soulèvement les plus constants ou intenses. Ainsi la pluie/neige à grande échelle se retrouvera surtout à l'avant et au nord de la dépression où le soulèvement est à l'échelle synoptique. Par contre, le long du front froid, de l'occlusion et du trowal, l'air est instable et des précipitations convectives de plus courte durée mais intenses se formeront, pouvant même donner de la grêle ou des tornades.

Vie d'un cyclone extratropical (modèle norvégien) et position des précipitations.
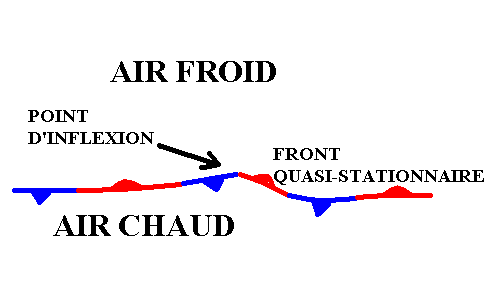
Point d'inflexion à l'origine de la cyclonisation
Développement
Maturité
Occlusion
Dissipation

## Influences et caractéristiques

### Oscillation nord-atlantique
L’état de l’oscillation nord-atlantique est étroitement lié à la fréquence, à l’intensité et à la trajectoire des tempêtes européennes. Un nombre accru de tempêtes est observé dans la région Atlantique Nord/Europe au cours des phases positives de l'ONA, par rapport aux phases négatives, en raison de la superficie plus grande couverte par des conditions favorables de contraste de température. L'occurrence de cyclones extrêmes de l'Atlantique Nord est corrélée fortement à l'état de l'ONA pendant la phase de développement. Les tempêtes les plus fortes se forment et se déplacent dans l'écoulement atmosphérique de grande échelle. D’autre part, les cyclones eux-mêmes jouent un rôle majeur de rétroaction sur la phase de l'ONA. Les pertes totales montrent une forte dépendance vis-à-vis de l'ONA car elles augmentent ou diminuent de 10 à 15 % selon la phase positive/négative pour toutes les périodes de retour.

### Groupement
Un regroupement temporel des tempêtes de vent a également été noté, avec 8 tempêtes consécutives frappant l'Europe au cours de l'hiver 1989/90. Lothar et Martin en 1999 n'étaient séparés que de 36 heures. Kyrill en 2007 s'est produite seulement quatre jours après Hanno, et en 2008 il y a eu Johanna , Kirsten et Emma. En 2011, Xaver (Berit) a traversé l'Europe du Nord et, un jour plus tard, une autre tempête, nommée Yoda, a frappé la même zone. En décembre de la même année, Friedhelm , Hergen , Joachim et Oliver/Patrick ont frappé l’Europe du Nord.

## Nomenclature
Historiquement, les noms des tempêtes étaient donnés selon la journée où elles se produisaient ou tout autre association marquante et ce nom variait donc d'un pays à l'autre. Il n'ya avait donc pas d'uniformité dans la désignation de ces événements. Depuis ce temps, différents organismes ont essayé de créer leur propre système, à l’instar de la nomenclature des cyclones tropicaux, mais il n'y a pas encore en 2019 un système unifié.
En 1954, une étudiante de l'Université libre de Berlin suggéra de nommer les dépressions et anticyclones qui affectent l'Europe pour rendre les cartes météorologiques plus faciles à suivre. L'Institut météorologique de l'Université adopta cette idée. Ce système a graduellement débordé de l'Allemagne et fut de plus en plus utilisé dans les articles de presse. En moyenne, 150 noms sont donnés au cours d'une année aux dépressions en Europe mais seulement un nombre infime atteint la renommée. Les événements reliés à des anticyclones qui donnent des sécheresses, des vagues de chaleurs ou des gels sérieux peuvent être également consacrés.
Le Met Office du Royaume-Uni, en collaboration avec son homologue irlandais Met Éireann, ont introduit leur propre nomenclature des tempêtes à la suite de la tempête de la Saint-Jude du 27 au 28 octobre 2013, nommée tempête Christian par l'université libre de Berlin, et qui a causé 17 décès en Europe,,. La première tempête fut nommée Abigail le 10 novembre 2015.
À partir du 1er décembre 2017, les services météorologiques espagnol (AEMET), du Portugal (IPMA) et Météo-France ont également commencé à nommer conjointement les tempêtes susceptibles de toucher ces trois pays. Ce nom se substituera pour les trois services météorologiques partenaires aux noms donnés par l'Université libre de Berlin sur leur territoire national.
Les pays nordiques, comme le Danemark, la Norvège et la Suède, nomment également des tempêtes avec un échange réciproque plus limité. D'autres nations peuvent également nommer des tempêtes soit par l'intermédiaire de leurs institutions météorologiques nationales, soit par le biais des populations (le noms des ex-ouragans qui affectent l'Europe est de ceux-là).